# Eugymnopeza braueri
Eugymnopeza braueri là một loài ruồi trong họ Tachinidae.